# Modelarstwo rakietowe

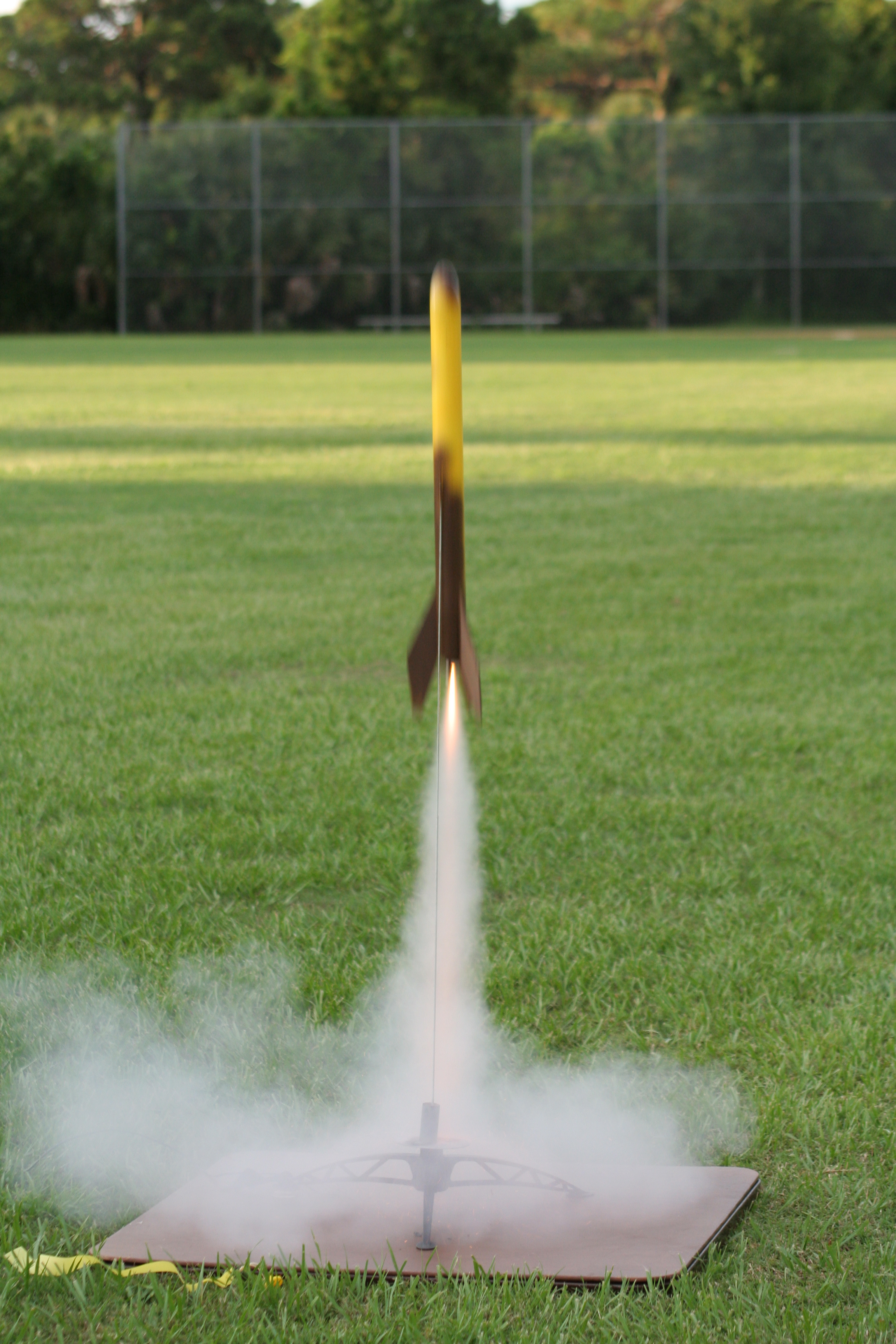
Modelarstwo rakietowe

Modelarstwo rakietowe – odwzorowywanie rakiet w skali. Modele rakiet często korzystają z silników rakietowych na paliwo stałe, będących mieszaniną paliwa i utleniacza. Takie rakiety mogą wznosić się na wysokość kilometra i wyżej. Po skończonym locie modele rakiet otwierają (jeszcze gdy znajdują się wysoko) miniaturowe spadochrony. Aby ułatwić poszukiwanie zagubionych modeli na polu startowym w rakietach montowane są urządzenia wytwarzające dźwięki.
Modele mogą być wyposażone w urządzenia dodatkowe, takie jak: aparaty, kamery filmujące lot, wysokościomierze, barometry itp. Zapłon takiej rakiety odbywa się za pomocą radia, kabla lub lontu. Wszyscy obserwatorzy i obsługa muszą znajdować się w bezpiecznej odległości od startu (istnieje możliwość wybuchu silnika rakietowego). Istnieje możliwość budowy rakiet wielostopniowych, korzystających z wielu silników.